# Cupha nicobarica
Cupha nicobarica är en fjärilsart som beskrevs av Felder 1862. Cupha nicobarica ingår i släktet Cupha och familjen praktfjärilar. Inga underarter finns listade i Catalogue of Life.